# Такао Еріка
Такао Еріка (нар. 12 жовтня 1987) — колишня японська тенісистка.
Найвищу одиночну позицію світового рейтингу — 128 місце досягла 6 листопада 2006, парну — 270 місце — 31 жовтня 2011 року.
Здобула 4 одиночні та 2 парні титули туру ITF.
Завершила кар'єру 2013 року.

## Фінали ITF
| турніри $100,000 |
| турніри $75,000  |
| турніри $50,000  |
| турніри $25,000  |
| турніри $10,000  |

### Одиночний розряд (4–11)
| Результат | Ранг | Дата            | Турнір                        | Покриття | Суперниця        | Рахунок            |
| --------- | ---- | --------------- | ----------------------------- | -------- | ---------------- | ------------------ |
| Поразка   | 1.   | 31 жовтня 2004  | Токіо, Японія                 | Тверде   | Сема Юріка       | 6–3, 6–7(4–7), 0–6 |
| Поразка   | 2.   | 24 квітня 2005  | Префектура Ямаґуті, Японія    | Ґрунт    | Лорен Бредмор    | 3–6, 2–6           |
| Поразка   | 3.   | 24 липня 2005   | Куруме (Фукуока), Японія      | Трава    | Сє Шувей         | 2–6, 3–6           |
| Поразка   | 4.   | 25 вересня 2005 | Ібаракі (Осака), Японія       | Тверде   | Петра Цетковська | 6–2, 5–7, 3–6      |
| Перемога  | 1.   | 7 травня 2006   | Префектура Ґіфу, Японія       | Килим    | Накамура Айко    | 6–1, 5–7, 6–1      |
| Перемога  | 2.   | 9 липня 2006    | Нагоя, Японія                 | Тверде   | Хісамацу Сіхо    | 4–6, 6–2, 6–0      |
| Перемога  | 3.   | 16 липня 2006   | Міядзакі (Міядзакі), Японія   | Килим    | Томоко Йонемура  | 7–5, 6–3           |
| Поразка   | 5.   | 6 серпня 2006   | Токаті (округ), Японія        | Килим    | Моріта Аюмі      | 3–6, 6–4, 6–7(6–8) |
| Поразка   | 6.   | 22 жовтня 2006  | Макінохара (Сідзуока), Японія | Килим    | Чжуан Цзяжун     | 0–6, 4–6           |
| Поразка   | 7.   | 15 квітня 2007  | Хошимін, В'єтнам              | Тверде   | Окамото Сейко    | 1–6, 2–6           |
| Поразка   | 8.   | 22 липня 2007   | Куруме, Японія                | Трава    | Моріта Аюмі      | 1–6, 1–3 ret.      |
| Перемога  | 4.   | 25 травня 2008  | Наґано, Японія                | Килим    | Лі Чін А         | 6–4, 6–1           |
| Поразка   | 9.   | 14 червня 2009  | Токіо, Японія                 | Тверде   | Еріка Сема       | 4–6, 0–6           |
| Поразка   | 10.  | 13 червня 2010  | Токіо, Японія                 | Тверде   | Аояма Сюко       | 6–7(3–7), 3–6      |
| Поразка   | 11.  | 15 січня 2012   | Пінго, КНР                    | Тверде   | Чжао Їцзін       | 2–6, 4–6           |

### Парний розряд (2–4)
| Результат | Ранг | Дата           | Турнір                      | Покриття | Партнерка       | Суперниці                            | Рахунок          |
| --------- | ---- | -------------- | --------------------------- | -------- | --------------- | ------------------------------------ | ---------------- |
| Перемога  | 1.   | 4 лютого 2011  | Берні (Тасманія), Австралія | Тверде   | Нацумі Хамамура | Олівія Роговська Саллі Пірс          | 6–2, 3–6, [10–7] |
| Поразка   | 1.   | 28 травня 2011 | Чханвон, Корея              | Тверде   | Сема Юріка      | Чжань Хаоцін Чжен Сайсай             | 2–6, 6–4, [9–11] |
| Поразка   | 2.   | 3 вересня 2011 | Цукуба (Ібаракі), Японія    | Тверде   | Kim So-jung     | Чжань Цзіньвей Сюй Веньсінь          | 1–6, 1–6         |
| Поразка   | 3.   | 10 серпня 2012 | Бурса (місто), Туреччина    | Ґрунт    | Ремі Тедзука    | Мелані Клаффнер Лаура Йоана Пар      | 2–6, 2–6         |
| Перемога  | 2.   | 18 серпня 2012 | Стамбул, Туреччина          | Тверде   | Тедзука Ремі    | Ніча Летпітаксінчай Пеангтарн Пліпич | 2–6, 7–6, [10–3] |
| Поразка   | 4.   | 25 травня 2013 | Каруїдзава, Японія          | Трава    | Мікі Міямура    | Сіхо Акіта Сатіе Ісідзу              | 5–7, 6–7(8–10)   |